# الطبخ مع باريس
الطبخ مع باريس هو برنامج طبخ أمريكي واقعي قدمته باريس هيلتون . عرض البرنامج لأول مرة في 4 أغسطس 2021 على نتفليكس . 

## طاقم البرنامج
- باريس هيلتون كمضيفة

### الضيوف
- كيم كارداشيان ويست
- نيكي جلاسر
- ديمي لوفاتو
- ساويتي
- ليلى بونس
- كاثي هيلتون
- نيكي هيلتون روتشيلد

## روابط خارجية
- الطبخ مع باريس على موقع IMDb (الإنجليزية)
- الطبخ مع باريس على موقع روتن توميتوز (الإنجليزية)
- الطبخ مع باريس على موقع روتن توميتوز (الإنجليزية)
- الطبخ مع باريس على موقع نتفليكس (الإنجليزية)
- الطبخ مع باريس على موقع كينوبويسك (الروسية)
- الطبخ مع باريس على موقع قاعدة بيانات الفيلم (الإنجليزية)